# لیک همیلتون (آرکانزاس)
لیک همیلتون (به انگلیسی: Lake Hamilton) یک منطقهٔ مسکونی در ایالات متحده آمریکا است که در شهرستان گارلند، آرکانزاس واقع شده‌است. لیک همیلتون ۹٫۹۸ کیلومتر مربع مساحت و ۲٬۰۸۲ نفر جمعیت دارد و ۱۳۷ متر بالاتر از سطح دریا واقع شده‌است.